# Андерсон, Джордж Бургвейн
Джордж Бургвейн Андерсон (англ. George Burgwyn Anderson; 12 апреля 1831 — 17 октября 1862) — американский военный, генерал армии Конфедерации во время гражданской войны в США. Андерсон стал одним из шести генералов, погибших в сражении при Энтитеме в сентябре 1862 года.

## Ранние годы
Джордж Андерсон был старшим сыном плантатора Уильяма Андерсона и Фрэнсис Элизы Бургвейн. Он приходился родственником Генри Кингу Бургвейну, будущему командиру 26-го северокаролинского полка. Андерсон родился около города Хиллсборо в Северной Каролине. Он поступил в Институт Колдуэлла и ещё в процессе обучения получил разрешение поступить в военную академию Вест-Пойнт. В Академии Андерсон учился на одном курсе с Генри Слокамом и окончил её в 1852 году, 10-м в классе по успеваемости. Его определили во 2-й драгунский полк во временном звании второго лейтенанта. Он прошёл дополнительную драгунскую подготовку в Карлайлских казармах в Пенсильвании. 21 марта 1854 года он получил постоянное звание второго лейтенанта.
13 декабря 1855 года он стал первым лейтенантом драгунского полка. Служил на западе: в Техасе, Канзасе и Юте.

## Гражданская война
Андерсон покинул армию США 25 апреля 1861 года, после сражения за форт Самтер и сецессии Вирджинии, но ещё до сецессии Северной Каролины. 16 июля Губернатор Джон Эллис назначил его полковником 4-го северокаролинского полка Армии Конфедерации. Весной 1862 года полк Андерсона был включён в состав бригады Уинфилда Фетерстона. В роли командира полка Андерсон участвовал в сражении при Уильямсберге в мае 1862 года и был за это награждён повышением до бригадного генерала 9 июня 1862 года. В конце мая Фетерстон не смог командовать бригадой по состоянию здоровья и временно передал её Андерсону. 1 июня Андерсон впервые командовал бригадой в сражении при Севен-Пайнс. Эта бригада состояла из четырёх полков:
- 27-й джорджианский: полковник Леви Смит
- 28-й джорджианский: капитан Джон Уилкокс
- 4-й северокаролинский: майор Брайан Граймс
- 49-й вирджинский: полковник Уильям Смит

Андерсон стал командовать бригадой в дивизии Дэниеля Хилла и участвовал в Семидневной битве. В бою при Малверн-Хилл он был ранен в руку во время атаки. Ввиду ранения его перевели служить в укрепления Ричмонда, где он провёл июль в составе дивизии Густавуса Смита. После Семидневной битвы его бригада была реорганизована и теперь состояла из четырёх северокаролинских полков:
- 2-й северокаролинский пехотный полк, полк. Чарльз Тьеу
- 4-й северокаролинский пехотный полк, полк. Брайан Граймс
- 14-й северокаролинский пехотный полк, полк. Рисден Беннетт
- 30-й северокаролинский пехотный полк, полк. Френсис Паркер

Андерсон вернулся в строй только к началу Мэрилендской кампании.
После вторжения в Мэриленд бригада Андерсона вместе с другими бригадами дивизии Дэниеля Хилла была оставлена для охраны ущелий в Южных Горах. 14 сентября бригада участвовала в обороне ущелья Фокса. После отступления к Шарпсбергу дивизии Хилла было поручено оборонять центр позиций армии Конфедерации во время сражения при Энтитеме, и бригада Андерсона была поставлена на правом фланге на дороге Санкен-Роуд, рядом с алабамской бригадой Роберта Родса. Когда северяне начали наступление на центр противника, бригады Родса и Андерсона были единственными бригадами на этом участке. Генерал Ли послал им на помощь дивизию Ричарда Андерсона, и справа от северокаролинцев встала джорджианская бригада Эмброуза Райта. Когда началось наступление федеральной дивизии Исраеля Ричардсона, бригада Райта была атакована с фланга и вынужденно отступила, и вслед за ней бригада Андерсона тоже была оттеснена назад и понесла тяжёлые потери. Бригада имела 1200 человек в начале сражения и потеряла 103 человека убитыми, 235 ранеными и 177 пленными.
Джордж Андерсон получил тяжёлое ранение — пуля раздробила ему лодыжку — и сдал командование полковнику Беннетту. В обозе с ранеными Андерсон был доставлен в Стаутон, а оттуда поездом переправлен в город Релей. Он умер через месяц во время операции по ампутации ноги.
Бригада Андерсона была передана генералу Стивену Рамсеру.
Андерсона похоронили на кладбище Хисторик-Оаквуд-Семетери.
Через два дня после смерти Андерсона у него родился сын, которого назвали так же Джорджем Бургвейном (1862—1910). Впоследствии он служил послом США на Мартинике.